# Varèse Sarabande
A Varèse Sarabande é uma gravadora americana especializada em trilhas sonoras de filmes, gravações de musicais, relançamentos de álbuns antigos que não são mais produzidos e gravações inéditas de grandes artistas que já não têm mais contrato com sua gravadora original (Cher, Patti LuPone, Petula Clark). Recebeu seu nome do compositor francês Edgard Varèse.
A gravadora possui atualmente o maior catálogo de trilhas sonoras do mundo e já lançou trilhas instrumentais de compositores como Alex North, Bernard Herrmann, Elliot Goldenthal, Elmer Bernstein, Jerry Goldsmith, Michael Giacchino, Danny Elfman, John Williams e John Powell.